# Чейз Гемптон
Чейз Ге́мптон (англ. Chasen Cord "Chase" Hampton; нар. 12 січня 1975) — американський співак, автор пісень та актор.

## З життєпису
Народився в родині індіанців черокі і сауків-месквоків у Оклахома-Сіті. Виконавець в п'ятому поколінні американської народної музики та соулу. Співає з 2 років, знімався в програмах телебачення у дитячому віці; до віку 15 років підписав свій перший контракт із діснеївською компанією звукозапису «Hollywood Records». Виступав зі своєю музикою по всьому світі, а також виступав на «MTV», «VH1», «E!» — зокрема в програмі «E! Правдива голлівудська історія».

## Фільмографія
- 1989 — «Offerings»
- 1989 — «Win, Lose or Draw»
- 1989—1991; 1994—1995 — «Клуб Міккі Мауса» (The Mickey Mouse Club)
- 1997 — «Friends 'Til the End»
- 1997 — «Баффі — переможниця вампірів» (Buffy the Vampire Slayer)
- 1998 — «USA High»
- 1998 — «Malibu, CA»
- 1999 — «Цілком таємно» (The X-Files)
- 2000 — «18 Wheels of Justice»
- 2000 — «Сьоме небо» (7th Heaven)
- 2001 — «They Crawl»
- 2001 — «Сабріна — юна відьма» (Sabrina, the Teenage Witch)
- 2002 — «Правила привабливості» (The Rules of Attraction)

## Дещо з дискографії
- 1990 — «The Party»
- 1991 — «In the Meantime, In Between Time»
- 1992 — «Free»
- 1993 — «The Party's Over…Thanks for Coming»
- 1997 — «Greatest Hits»
- 2007 — «Something to Believe»
- 2010 — «Drugstore Girls»
- 2019 — «I'd Die Without You»